# Choeroparnops scaberrimus
Choeroparnops scaberrimus là một loài cánh thẳng thuộc họ Muỗm (Tettigoniidae). Tên khoa học của loài này được Piza công bố hợp lệ vào năm 1976.